# Janet Harbick
Janet Harbick (1985) és una mare de família canadenca, mare de cinc fills. S'ha prestat de manera altruista dos cops per fer gestació subrogada, ambdues per a parelles gais estrangeres. La maternitat subrogada és legal al Canadà de manera altruista i les mares que la practiquen només reben una compensació econòmica per les despeses relacionades amb l'embaràs (roba de maternitat, transport per anar al metge, salari perdut per absentar-se de la feina). El 2018 fou inclosa a la llista 100 Women BBC.